# Metzingen
Metzingen è una città tedesca di 22 528 abitanti, situato nel land del Baden-Württemberg.

## Storia
È la città in cui nel 1923 è stata fondata la casa di moda Hugo Boss.

## Amministrazione

### Gemellaggi
- Noyon
- Hexham
- Nagykálló